# マタニカウ (護衛空母)
マタニカウ (USS Matanikau, CVE-101) は、アメリカ海軍の護衛空母。カサブランカ級航空母艦の47番艦。艦名はガダルカナル島のマタニカウ川に因んで命名された。

## 艦歴
当初「ドロモイ・ベイ (Dolomoi Bay) 」の艦名で1944年3月10日にワシントン州バンクーバーのカイザー造船所で起工し、1944年3月10日に「マタニカウ」に改名される。1944年5月22日にロバート・A・グラント夫人によって進水し、1944年6月24日に海軍に引き渡され、オレゴン州アストリアでW. L. エルドマン艦長の指揮下で就役した。
ピュージェット湾での訓練後、「マタニカウ」は7月25日にサンディエゴを出航する。56機の航空機と191名の兵員を乗艦させると、8月1日に拡張整調および輸送のため南太平洋に向かう。エスピリトゥサント島とフィンシュハーフェン経由でアドミラルティ諸島のマヌス島に8月23日到着する。航空機と兵員を下艦させると、112名の水兵と41機の破損した航空機を積み込み西海岸へ向けて出航し、9月19日にサンディエゴに帰還する。
「マタニカウ」は再びアドミラルティ諸島に向かい、最も前線に接近した。10月14日に第93混成航空団を搭載し、海軍及び海兵隊のパイロットに対し空母認証試験を行う。サンディエゴから西海岸沿いに、第二次世界大戦の最後の数ヶ月間、何百名ものパイロットを訓練するという目立たないが重要な任務に従事した。パイロットの訓練任務は8ヶ月以上に及び、1945年1月から6月までに1,332名のパイロットを認証し、これらのパイロットはこの6ヶ月間に12,762回もの着艦を行った。5月25日に海兵隊航空団CVS-454とCVS-321の戦闘機、雷撃機パイロットは602回の昼間着艦を単独で達成した。
「マタニカウ」は7月28日にサンディエゴを出航し、65機の航空機と158名の兵員をマーシャル諸島へ運搬する。太平洋艦隊空母運搬部隊の元で活動し、8月10日にクェゼリン環礁のロイ＝ナムル島に到着する。8月16日に真珠湾に到着し、8月31日に日本占領の支援任務のため西太平洋に出航する。第4任務部隊の一部として「マタニカウ」は大湊に9月11日到着する。続く2週間にわたって本州北部沖で支援任務に従事し、9月25日には第8軍の青森上陸を支援した。その後横須賀で停泊した後、9月30日に東京湾を離れグアムと真珠湾を経由してサンフランシスコに10月23日到着した。
その後「マタニカウ」はマジック・カーペット作戦に従事する。11月3日から19日の間にサイパン島で1,000名以上の帰還兵を乗艦させ21日に出航、12月5日にサンディエゴに到着する。6日後再びマリアナ諸島に向かい、12月27日にグアムに到着。第3海兵師団の795名を乗艦させ、翌日中国に向かい1946年1月3日に大沽に到着する。マタニカウは海兵隊員を下艦させ、部隊は国共内戦で共産党軍と戦う国民党軍を支援した。
「マタニカウ」は1月9日に帰国の途に就き、1月29日にサンディエゴに帰還する。2月1日から5日の間にワシントン州タコマへ向かい、その後同地で8ヶ月間留まり不活性化される。1946年10月11日に退役し太平洋予備役艦隊入りする。タコマで保管中の1955年6月15日にCVHE-101（護衛ヘリ空母）に艦種変更され、1959年5月7日にAKV-36（貨物航空機運搬艦）に再び艦種変更された。1960年3月に除籍が決定し、4月1日に除籍される。1960年7月27日にニューヨークのジャック・ピエロジュニア・アンド・サンズ社にスクラップとして売却された。